# Jagiellonia Białystok w sezonie 1960/1961

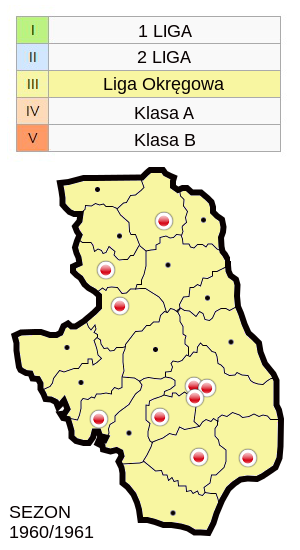
BOZPN - Zespoły występujące w Lidze Okręgowej w sezonie 1960/61

Jagiellonia Białystok przystąpiła do rozgrywek Ligi Okręgowej Białostockiego OZPN.
 Podjęto decyzję o zmianie rozgrywek na system jesień-wiosna, rozgrywki ruszyły 28.08.1960r.

## III poziom rozgrywkowy
Drużyna Jagiellonii utrzymała dość słabą formę z poprzedniego sezonu, kończąc rozgrywki na ostatnim miejscu klasy okręgowej.

## Tabela Ligi Okręgowej Białostocki OZPN
| Lp. | Drużyna               | M  | Z  | R | P  | Bramki | Bramki | Różn. | Pkt. | Uwagi              |
| --- | --------------------- | -- | -- | - | -- | ------ | ------ | ----- | ---- | ------------------ |
| 1   | Gwardia Białystok     | 18 | 12 | 4 | 2  | 40     | 16     | +24   | 28   | Baraże do II ligi. |
| 2   | Mazur Ełk             | 18 | 14 | 0 | 4  | 57     | 10     | +47   | 28   | *mecz o 1m-ce      |
| 3   | Wigry Suwałki         | 18 | 11 | 2 | 5  | 47     | 25     | +22   | 24   |                    |
| 4   | Tur Bielsk Podlaski   | 18 | 10 | 2 | 6  | 35     | 28     | +7    | 22   |                    |
| 5   | Warmia Grajewo        | 18 | 6  | 4 | 8  | 42     | 36     | +6    | 16   |                    |
| 6   | ZKS Zambrów           | 18 | 6  | 4 | 8  | 25     | 38     | -13   | 16   |                    |
| 7   | Pogoń Łapy            | 18 | 6  | 2 | 10 | 34     | 36     | -2    | 14   |                    |
| 8   | Puszcza Hajnówka      | 18 | 4  | 5 | 9  | 24     | 44     | -20   | 13   |                    |
| 9   | Ognisko Białystok     | 18 | 5  | 1 | 12 | 18     | 47     | -29   | 11   | Spadek kl.A        |
| 10  | Jagiellonia Białystok | 18 | 3  | 2 | 13 | 12     | 54     | -42   | 8    | Spadek kl.A        |

(*) - Zgodnie z ówczesnym regulaminem przy równej ilości punktów o awansie decydował dodatkowy mecz rozegrany na neutralnym stadionie.  Gwardia Białystok pokonała Mazura Ełk 1:0, wystąpiła w barażach o II ligę, ale nie wywalczyła awansu.

## Mecze
| Mecze i wyniki | Mecze i wyniki          | Mecze i wyniki      | Mecze i wyniki | Mecze i wyniki | Mecze i wyniki      | Mecze i wyniki | Mecze i wyniki  | Poz w lidze. | Poz w lidze. | Poz w lidze. |
| Lp. | Data                    | Rozgrywki           | F.             | D/W            | Przeciwnik          | Wynik          | Strzelcy bramek | M.           | P.           | Br.          |
| --- | ----------------------- | ------------------- | -------------- | -------------- | ------------------- | -------------- | --------------- | ------------ | ------------ | ------------ |
| 1 317 | 28.08.1960 Łapy         | Liga Okr. - 1 kol.  | -              | W              | Pogoń Łapy          | 4:0            |                 | 9            | 0            | 0:4          |
| 2 318 | 04.09.1960 Zambrów      | Liga Okr. - 2 kol.  | -              | W              | ZKS Zambrów         | 4:0            |                 | 10           | 0            | 0:8          |
| 3 319 | 11.09.1960 Białystok    | Liga Okr. - 3 kol.  | -              | D              | Ognisko Białystok   | 0:1            |                 | 10           | 0            | 0:9          |
| 4 320 | 18.09.1960 Suwałki      | Liga Okr. - 4 kol.  | -              | W              | Wigry Suwałki       | 5:1            |                 | 10           | 0            | 1:14         |
| 5 321 | 25.09.1960 Białystok    | Liga Okr. - 5 kol.  | -              | D              | Tur Bielsk Podlaski | 0:2            |                 | 10           | 0            | 1:16         |
| 6 322 | 02.10.1960 Białystok    | Liga Okr. - 6 kol.  | -              | W              | Gwardia Białystok   | 5:0            |                 | 10           | 0            | 1:21         |
| 7 323 | 09.10.1960 Białystok    | Liga Okr. - 7 kol.  | -              | D              | Mazur Ełk           | 0:8            |                 | 10           | 0            | 1:29         |
| 8 324 | 16.10.1960 Hajnówka     | Liga Okr. - 8 kol.  | -              | W              | Puszcza Hajnówka    | 6:1            |                 | 10           | 0            | 2:35         |
| 9 325 | 23.10.1960 Białystok    | Liga Okr. - 9 kol.  | -              | D              | Warmia Grajewo      | 1:1            |                 | 10           | 1            | 3:36         |
| 10 326 | 09.04.1961 Białystok    | Liga Okr. - 10 kol. | -              | D              | Pogoń Łapy          | 2:1            |                 | 10           | 3            | 5:37         |
| 11 327 | 15.04.1961 Białystok    | Liga Okr. - 11 kol. | -              | D              | ZKS Zambrów         | 1:3            |                 | 10           | 3            | 6:40         |
| 12 328 | 23.04.1961 Białystok    | Liga Okr. - 12 kol. | -              | W              | Ognisko Białystok   | 1:0            |                 | 10           | 3            | 6:41         |
| 13 329 | 07.05.1961 Białystok    | Liga Okr. - 13 kol. | -              | D              | Wigry Suwałki       | 1:5            |                 | 10           | 3            | 7:46         |
| 14 330 | 14.05.1961 Bielsk Podl. | Liga Okr. - 14 kol. | -              | W              | Tur Bielsk Podlaski | 2:0            |                 | 10           | 3            | 7:48         |
| 15 331 | 21.05.1961 Białystok    | Liga Okr. - 15 kol. | -              | D              | Gwardia Białystok   | 0:0            |                 | 10           | 4            | 7:48         |
| 16 332 | 28.05.1961 Ełk          | Liga Okr. - 16 kol. | -              | W              | Mazur Ełk           | 0:2            |                 | 10           | 6            | 9:48         |
| 17 333 | 04.06.1961 Białystok    | Liga Okr. - 17 kol. | -              | D              | Puszcza Hajnówka    | 2:1            |                 | 10           | 8            | 11:49        |
| 18 334 | 11.06.1961 Grajewo      | Liga Okr. - 18 kol. | -              | W              | Warmia Grajewo      | 5:1            |                 | 10           | 8            | 12:54        |
| - rozgrywki ligowe, - rozgrywki pucharu polski, - rozgrywki pucharu ligi, - rozgrywki ligi europejskiej, - mecze barażowe lub eliminacyjne, - inne. Liczba meczów w sezonie:1 2 (wszystkie mecze na najwyższym poziomie rozgrywkowym)3 (wszystkie mecze w rozgrywkach ligowych bez baraży) , Puchar Polski: 2 (mecze Pucharu Polski na szczeblu centralnym)3 (wszystkie mecze w Pucharze Polski) |                         |                     |                |                |                     |                |                 |              |              |              |

- Rozgrywki Pucharu Polski nie były przeprowadzone.